# Верхнє Бабаларово
Верхнє Бабала́рово (рос. Верхнее Бабаларово, башк. Үрге Баба) — село у складі Куюргазинського району Башкортостану, Росія. Входить до складу Якшимбетовської сільської ради.
Населення — 137 осіб (2010; 137 в 2002).
Національний склад:
- башкири — 100%